# Landa (vegetació)

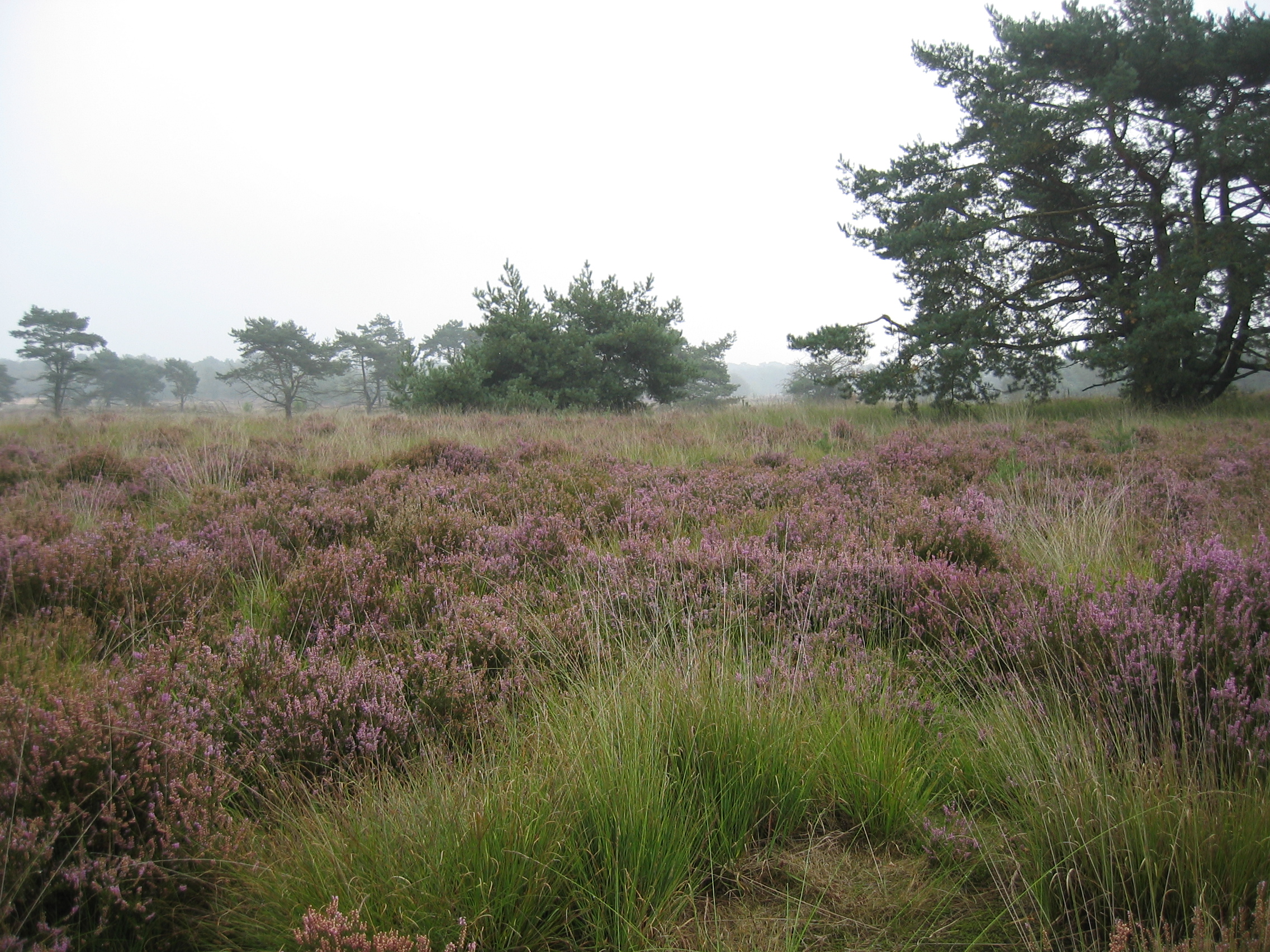
Landa florida a Kalmthout

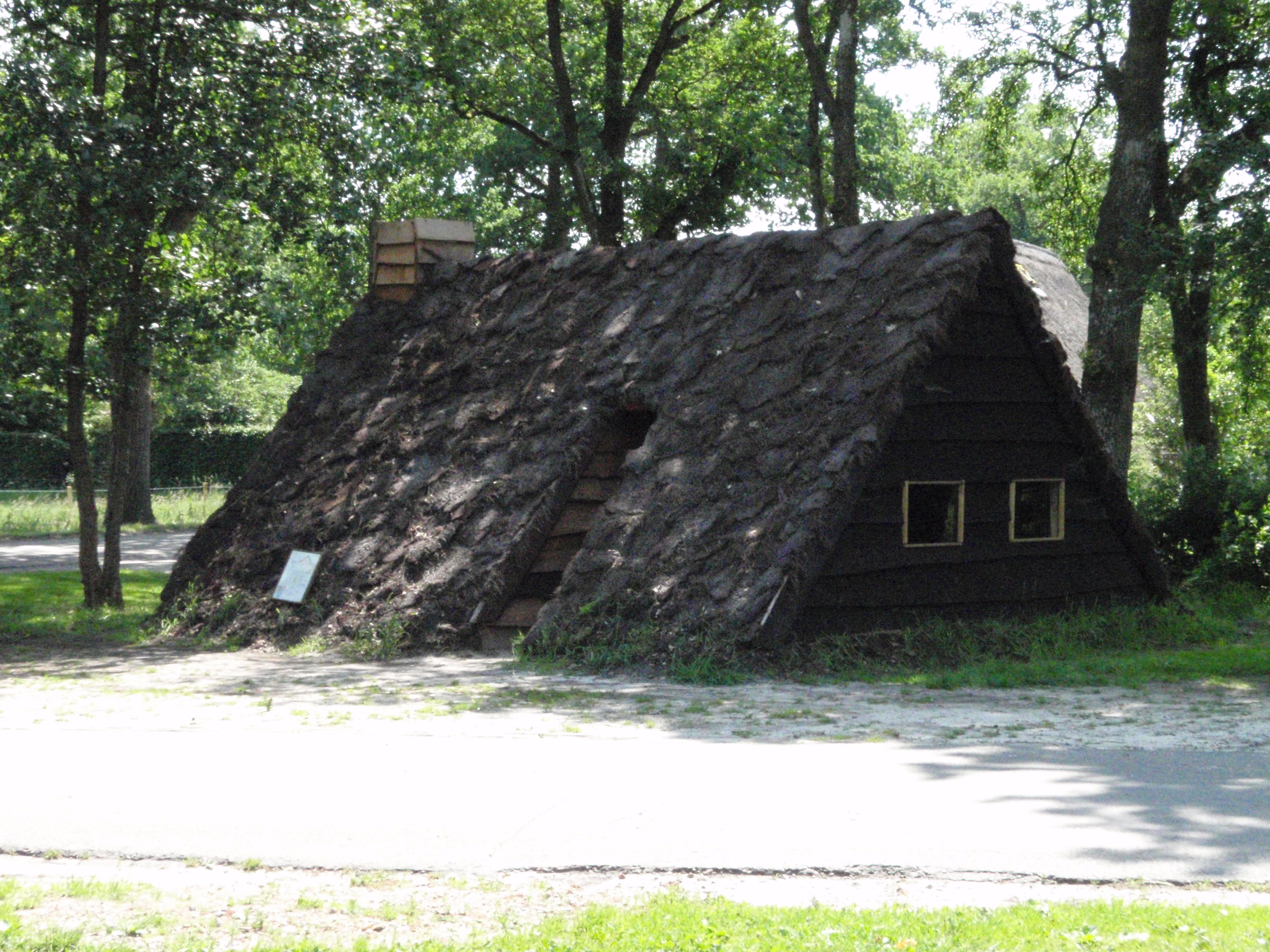
Cabana coberta de pans d'herba de landa a Echten (Drenthe, Països Baixos)

La landa és una zona de vegetació de tipus matollar pròpia de l'Europa de clima atlàntic de substrats àcids i de les terres properes de clima plujós i on hi són abundants els brucs, les gatoses i les falgueres, entre altres plantes. La landa espontània creix en zones en què l'estrès natural no permet que es formin boscs, com per exemple damunt de la línia arbòria i al costat de les torberes altes. La major part de les landes atlàntiques són paisatges culturals conseqüència de l'agricultura i la ramaderia, i de l'extracció del pa d'herba com a fertilitzant, com a succedani de la palla als estables i com a material de construcció.
Des de la fi del segle xix la mecanització de l'agricultura, la reforestació, l'ús de fertilitzants, l'èxode rural i la urbanització van fer desaparèixer moltes landes, poc interessants perquè eren terres pobres sense gaire rendiment. Tot i això, sense intervenció humana o pasturatge intensiu, el paisatge de la majoria de les landes desapareixeria també i la natura evolucionaria vers ecosistemes més complexos (pastures, boscs) des que la capa d'humus comença a desenvolupar-se. La majoria de les landes que subsisteixen són parcs naturals que només es mantenen per una gestió meticulosa. Els ramats de xais reintroduïts mantenen l'equilibri fràgil de la vegetació, però per conservar —o recrear— el biòtop típic cal també organitzar incendis controlats i segar. Quan després d'uns anys, la capa d'humus ateny més de tres centímetres, la molínia comença embrostant la bruguera, la bruguerola i la gatosa, seguida per petits arbres i arbusts pioners. Aleshores esdevé indispensable rascar el terra fins a la capa mineral i endur-se el rascat.
A la landa seca creix principalment bruguerola i Deschampsia flexuosa. Hi proliferen també líquens com Cladonia rangiferina i altres cladònies. Els arbusts més freqüents són la ginesta i el ginebre comú. A les landes humides creix bruc, Molínia caerulea, herba de la gota, murta de Brabant, Gentiana pneumonanthe i Narthecium ossifragum.
Els mamífers més freqüents són el conill, la llebre, diversos ratolins i guineus. Ocells típics són el gall de cua forcada, l'enganyapastors, el bitxac comú, la piula dels arbres, l'alosa vulgar i el botxí septentrional. A les àrees més humides habiten amfibis com la granota camperola, la granota roja i el gripau corredor. Pel que fa als rèptils, la landa és habitada pel llangardaix pirinenc, la sargantana vivípara, el vidriol, la colobra llisa, la serp de collaret i l'escurçó europeu.